# فرنسيس باين
فرنسيس باين (بالإنجليزية: Francis Payne)‏ هو كاتب أسترالي، ولد في 1953 في اسكتلندا في المملكة المتحدة.